# Збруцька вулиця
Збру́цька ву́лиця — зникла вулиця міста Києва, місцевість Ґалаґани. Пролягала від Дружківської вулиці до проспекту Берестейського.

## Історія
Вулиця виникла у 50-ті роки ХХ століття, ймовірно під назвою Нова. У 1955 році отримала назву Збруцька (на честь ріки Збруч). Офіційно ліквідована наприкінці 1970-х — на початку 1980-х років. 
Фактично існує дотепер у вигляді проїзду без назви. На найновіших картах знову підписана.